# Christian Ahrens
Christian Ahrens –conocido como Chris Ahrens– (Iowa City, 24 de julio de 1976) es un deportista estadounidense que compitió en remo.
Participó en dos Juegos Olímpicos de Verano, obteniendo una medalla de oro en Atenas 2004, en la prueba de ocho con timonel, y el quinto lugar en Sídney 2000, en la misma prueba.
Ganó cuatro medallas de oro en el Campeonato Mundial de Remo entre los años 1995 y 1999.

## Palmarés internacional
| Juegos Olímpicos   | Juegos Olímpicos        | Juegos Olímpicos | Juegos Olímpicos   |
| Año                | Lugar                   | Medalla          | Prueba             |
| ------------------ | ----------------------- | ---------------- | ------------------ |
| 2004               | Atenas (Grecia)         | Medalla de oro   | Ocho con timonel   |
| Campeonato Mundial |                         |                  |                    |
| Año                | Lugar                   | Medalla          | Prueba             |
| 1995               | Tampere (Finlandia)     | Medalla de oro   | Cuatro con timonel |
| 1997               | Aiguebelette (Francia)  | Medalla de oro   | Ocho con timonel   |
| 1998               | Colonia (Alemania)      | Medalla de oro   | Ocho con timonel   |
| 1999               | St. Catharines (Canadá) | Medalla de oro   | Ocho con timonel   |